# Qualification pour la Division IIB du Championnat du monde féminin de hockey sur glace 2018
Navigation
Qualification IIB 2017 Qualification IIB 2019
Le tournoi de Qualification pour la Division IIB du Championnat du monde féminin de hockey sur glace 2018 se déroule à Sofia en Bulgarie du 4 au 9 décembre 2017. L'édition de 2016 a déjà eu lieu là bas.
| \| Localisation de Sofia en Bulgarie. \| Localisation de Sofia en Bulgarie. |
| Localisation de Sofia en Bulgarie.                                          |

## Format de la compétition
Le Championnat du monde féminin de hockey sur glace est un ensemble de plusieurs tournois regroupant les nations en fonction de leur niveau. Les meilleures équipes disputent le titre dans la Division Élite qui n'a pas eu lieu en 2018 en raison des Jeux olympiques.
Les autres divisions comptent 6 équipes (sauf le groupe de Qualification pour la Division IIB qui en compte 5). À chaque niveau, les équipes s’affrontent entre elles et, à l'issue de cette compétition, le premier est promu dans la division supérieure. En raison de l'élargissement à 10 équipes du groupe élite, il n'y a aucune relégation pour la seconde année consécutive .
Lors des phases de poule, les points sont attribués ainsi :
- 3 points pour une victoire dans le temps réglementaire ;
- 2 points pour une victoire en prolongation ou aux tirs de fusillade ;
- 1 point pour une défaite en prolongation ou aux tirs de fusillade ;
- 0 point pour une défaite dans le temps réglementaire.

## Arbitres
La fédération internationale a désigné 8 officiels pour cette compétition.
| Arbitres                                                   | Juges de ligne                                                                                                 |
| ---------------------------------------------------------- | --- |
| - Olga Steinberg - Maria Fuhrberg - Michaela Matejova      | \| - Yvonne Grascher - Vitaliya Khamitsevich - Julia Mannlein \| - Tatiana Kasášová - Ìlksen Șermin Özdemir \| |
| - Yvonne Grascher - Vitaliya Khamitsevich - Julia Mannlein | - Tatiana Kasášová - Ìlksen Șermin Özdemir                                                                     |

## Classement
Pour les significations des abréviations, voir statistiques du hockey sur glace.
| Clt   | Équipe         | PJ | V | VP | D | DP | BP | BC | Diff | Pts |
| ----- | -------------- | -- | - | -- | - | -- | -- | -- | ---- | --- |
| +001, | Croatie        | 4  | 4 | 0  | 0 | 0  | 27 | 2  | +25  | 12  |
| +002, | Belgique       | 4  | 3 | 0  | 1 | 0  | 26 | 2  | +24  | 9   |
| +003, | Afrique du Sud | 4  | 2 | 0  | 2 | 0  | 12 | 8  | +4   | 6   |
| +004, | Hong Kong      | 4  | 1 | 0  | 3 | 0  | 4  | 33 | -29  | 3   |
| +005, | Bulgarie       | 4  | 0 | 0  | 4 | 0  | 3  | 27 | -24  | 0   |

- En italique : promu en Division IIB en 2019

## Récompenses individuelles
Pour cette division, l'IIHF ne désigne pas les 3 meilleures joueuses pour chaque position comme dans les autres divisions. Les entraineurs de chaque équipe sélectionnent tout de même la meilleure joueuse de chaque équipe   : 
- Belgique : Femke Bosmans
- Croatie : Ela Filipec
- Bulgarie : Aleksandra Popova
- Hong Kong : Tsui Shan Aman Leung
- Afrique du Sud : Dalene Rhode

La meilleure marqueuse : Ela Filipec (Croatie) (6 buts, 10 aides) 

## Statistiques individuelles
Pour les significations des abréviations, voir statistiques du hockey sur glace.
| Clt | Joueuse        | Équipe         | PJ | B | A  | Pts | Pun | +/- |
| --- | -------------- | -------------- | -- | - | -- | --- | --- | --- |
| 1   | Ela Filipeć    | Croatie        | 4  | 6 | 10 | 16  | 2   | +17 |
| 2   | Sonja Frere    | Belgique       | 4  | 4 | 4  | 8   | 0   | +11 |
| 3   | Vesna Gurka    | Croatie        | 4  | 3 | 5  | 8   | 2   | +11 |
| 4   | Dalene Rhode   | Afrique du Sud | 4  | 6 | 1  | 7   | 0   | +5  |
| 5   | Ana Širanović  | Croatie        | 4  | 3 | 4  | 7   | 2   | +11 |
| 6   | Femke Bosmans  | Belgique       | 4  | 6 | 0  | 6   | 0   | +7  |
| 7   | Martina Smolec | Croatie        | 4  | 1 | 5  | 6   | 2   | +8  |
| 8   | Tijana Delić   | Croatie        | 4  | 4 | 1  | 4   | 0   | +8  |

| Clt | Joueur             | Équipe         | PJ | Min          | BC | Moy  | %Arr  | Bl |
| --- | ------------------ | -------------- | -- | ------------ | -- | ---- | ----- | -- |
| 1   | Nina van Orshaegen | Belgique       | 4  | 180 min 0 s  | 1  | 0,33 | 97,50 | 1  |
| 1   | Petra Belobrk      | Croatie        | 4  | 218 min 12 s | 2  | 0,55 | 96,59 | 2  |
| 3   | Shaylene Swanepoel | Afrique du Sud | 3  | 180 min 0 s  | 8  | 2,67 | 85,71 | 0  |
| 4   | Chau Nga Sze       | Hong Kong      | 4  | 240 min 0 s  | 33 | 8,25 | 81,25 | 0  |
| 5   | Paulina Georgieva  | Bulgarie       | 3  | 152 min 5 s  | 19 | 7,50 | 78,89 | 0  |

Pour les significations des abréviations, voir statistiques du hockey sur glace.
Nota : seules sont classées les gardiennes ayant joué au minimum 40 % du temps de jeu de leur équipe.